# Худек, Ян
Ян Худек (англ. Jan Hudec, род. 19 августа 1981, Шумперк) — чешский и канадский горнолыжник, бронзовый призёр Олимпийских игр 2014 года в супергиганте, вице-чемпион мира 2007 года в скоростном спуске. Специалист скоростных дисциплин.
В Кубке мира Худек дебютировал в 2002 году, в ноябре 2007 года одержал свою первую победу на этапе Кубка мира в скоростном спуске. Лучшим достижением в общем зачёте Кубка мира, является для Худека 16-е место в сезоне 2011/12.
На Олимпиаде-2010 в Ванкувере стал 25-м в скоростном спуске и 23-м в супергиганте.
Первую олимпийскую награду Ян Худек получил на зимних Олимпийских играх 2014 в супергиганте, где разделил бронзу с американцем Боде Миллером. Ян стал первым олимпийским призёром своей страны в горнолыжных соревнованиях не в скоростном спуске, а также первым канадским горнолыжником, выигравшем медаль на Олимпиаде за последние 20 лет.
За свою карьеру участвовал в трех чемпионатах мира, завоевал серебряную медаль на чемпионате мира 2007 года в шведском Оре.
Использует лыжи производства фирмы Rossignol.

## Ян Худек на зимних Олимпийских играх
| Олимпийские игры | Скоростной спуск | Супергигант | Гигантский слалом | Слалом | Комбинация |
| ---------------- | ---------------- | ----------- | ----------------- | ------ | ---------- |
| 2010 Ванкувер    | 25               | 23          | —                 | —      | —          |
| 2014 Сочи        | 21               | 3           | —                 | —      | —          |

## Победы на этапах Кубка мира (2)
| № | Сезон   | Дата        | Место     | Дисциплина           |
| - | ------- | ----------- | --------- | -------------------- |
| 1 | 2007/08 | 24 ноя 2007 | Лейк Луиз | Скоростной спуск     |
| 2 | 2011/12 | 4 фев 2012  | Шамони    | Скоростной спуск (2) |